# Shannon Elizabeth
Shannon Elizabeth Fadal (Houston, 7 de septiembre de 1973), conocida como Shannon Elizabeth, es una actriz y exmodelo estadounidense. Saltó a la fama tras su aparición en la película American Pie en 1999 por su papel de Nadia.

## Primeros años
Shannon Elizabeth, de ascendencia siria, irlandesa, inglesa, alemana y cherokee, nació en Houston, Texas, y se crio en Waco, en el mismo estado. Durante los años de su educación secundaria, mostró mucho interés en el tenis, llegando a considerar el dedicarse profesionalmente a dicho deporte. Trabajó como modelo antes de comenzar su carrera en el cine.

## Trayectoria profesional
Shannon Elizabeth apareció en varias películas, incluida la película de Jack Frost, y Dish Perros, antes de aparecer en 1999 en American Pie, que fue un gran éxito de taquilla y obtuvo su fama por la "escena webcam" en que ella apareció en topless. Elizabeth posteriormente apareció en varias de las principales películas de Hollywood, incluidas las Scary Movie, Jay and Silent Bob Strike Back, y Tomcats. Elizabeth protagonizó la serie Cuts de UPN hasta que el show fue cancelado en mayo de 2006. Cuts y su antecesor One on One, fueron dos de las muchas series que no fueron tomadas por The CW.
En agosto de 1999, posó desnuda en Playboy. En el año 2000 y 2003 apareció en Maxim. En junio de 2008 fue la portada de dicha revista.
Shannon Elizabeth también fue la imagen y la voz de Serena St Germaine en el videojuego de 2003 James Bond 007: Todo o Nada. Shannon Elizabeth fue parte del elenco de la sexta temporada de Dancing with the Stars, y se asoció con Derek Hough. Elizabeth fue la séptima estrella eliminada de la competencia. La eliminación llegó una semana después de que ella y Hough criticaran a los jueces.
En febrero de 2018, participó en la primera temporada de Celebrity Big Brother. Fue considerada desde el principio por sus compañeros como la mejor concursante de todos los tiempos de Big Brother. Sin embargo, después de 17 días en la casa fue la tercera eliminada, quedando en un noveno puesto.

## Premios y Reconocimientos
Obtuvo el prestigioso premio Female Star of Tomorrow en el ShoWest de Las Vegas y el premio a la Actriz Revelación del Año en el Festival de Cine de Hollywood Gala Ceremony en 2001.

## Vida personal

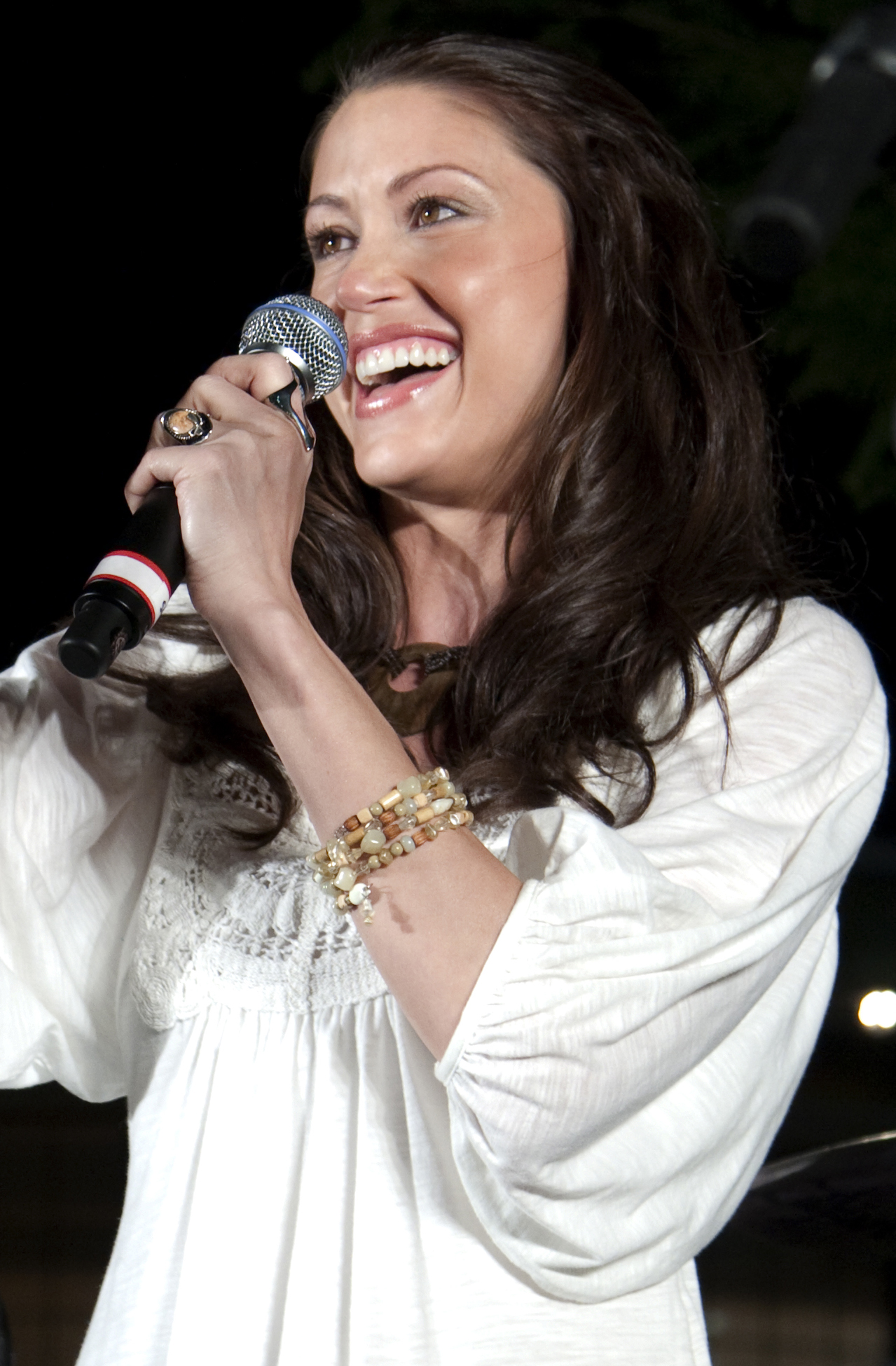
Shannon Elizabeth en marzo de 2009

Shannon Elizabeth mantuvo una relación con el actor Joseph D. Reitman durante 10 años, incluidos tres de matrimonio. La pareja se separó en marzo de 2005, concretando el divorcio a finales de junio de 2005. Algunos medios de comunicación especularon que la causa de su separación fue que Joseph D. Reitman ayudó en una broma hacia ella, de Ashton Kutcher en la serie de MTV, Punk'd, un año antes de su divorcio, donde le hicieron creer que una cinta sexual de ella había sido difundida.
Vengadores Animales, una organización sin ánimo de lucro de rescate de animales fundada por Elizabeth y su entonces marido Joseph D. Reitman, se dedica a rescatar y encontrar una casa hogar para animales de compañía, reducir la sobrepoblación de mascotas, animales de compañía, promover la responsabilidad en la tutela y la prevención de la crueldad animal. Entre los muchos eventos de recaudación de fondos, el Equipo Bodog recaudado más de $50.000 para los animales Vengadores en una noche de póker de celebridades el 8 de octubre de 2005. El evento fue organizado por el director del torneo. Durante el año pasado, Shannon Elizabeth ha participado en muchos otros Bodog patrocinado eventos como la caridad bien. Después del ataque del 11 de septiembre, Shannon Elizabeth dijo, "Soy mitad árabe, pero soy 100 por ciento americana. Esto me afecta igual que a todos los demás".
Shannon Elizabeth comenzó a salir con su expareja de baile de Dancing with the Stars, Derek Hough tras ser eliminada en abril de 2008. Terminaron su relación en 2009.

## Póquer

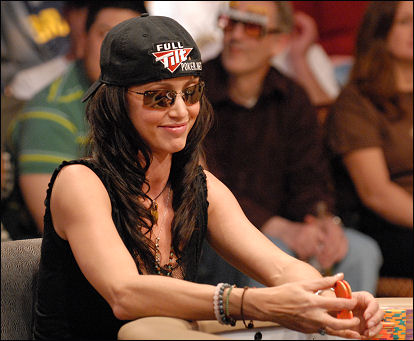
Elizabeth en el National Heads-Up Poker Championship de 2007, donde quedó en tercer puesto.

Shannon Elizabeth, que describe el póquer como su "segunda carrera" ha sido llamada "una de los principales jugadores de póquer de celebridades". Shannon Elizabeth visita Las Vegas hasta tres veces cada mes para participar en juegos de póker con los mejores jugadores de los Estados Unidos. Elizabeth ha participado en el Main Event 2005 de la World Series of Poker y ganó un torneo especial en la celebración de la apertura de una nueva sala de póquer en el hotel Caesars Palace en enero de 2006, con 83 golpes y celebridades de póquer profesionales para ganar $ 55,000. También ha cobrado cuatro veces en la Serie Mundial de Póquer en 2006 y 2007, pero de nuevo arrestaron a cabo de los principios de Main Event. En 2007, ella avanzado a las semifinales de la NBC Nacional de Heads-Up Poker Campeonato en un campo compuesto de los mejores profesionales del póquer antes de perder al eventual campeón Paul Wasicka. Entre los cuatro opositores que fueron derrotados tres Serie Mundial de Póquer brazalete múltiples ganadores: Jeff Madsen, Barry Greenstein, y Humberto Brenes.

## Filmografía

### Cine
| Año  | Título                           | Personaje                | Notas                                   |
| ---- | -------------------------------- | ------------------------ | --------------------------------------- |
| 1997 | Blast                            | Rehén                    |                                         |
| 1997 | Jack Frost                       | Jill Metzner             | Acreditada como Shannon Elizabeth Fadal |
| 1998 | Blade Squad                      | Enfermera                | Película de televisión                  |
| 1999 | Seamless: Kidz Rule              | Nicole                   |                                         |
| 1999 | Dying to Live                    | Vanessa Canningham       | Película de televisión                  |
| 1999 | American Pie                     | Nadia                    |                                         |
| 2000 | Scary Movie                      | Buffy Gilmore            |                                         |
| 2000 | Evicted                          | Princesa                 |                                         |
| 2000 | Dish Dogs                        | Anne                     |                                         |
| 2000 | Seamless                         | Nicole                   |                                         |
| 2001 | Tomcats                          | Natalie Parker           |                                         |
| 2001 | American Pie 2                   | Nadia                    |                                         |
| 2001 | Jay and Silent Bob Strike Back   | Justice                  |                                         |
| 2001 | Thirteen Ghosts                  | Kathy Kriticos           |                                         |
| 2002 | Survivin' the Island             | Oficinista               | No acreditada                           |
| 2003 | La verdad sobre el caso Enron    | Courtney                 | Película de televisión                  |
| 2003 | Love Actually                    | Harriet, la sexy         |                                         |
| 2004 | Johnson Family Vacation          | Chrishelle Rene Boudreau |                                         |
| 2005 | Cursed                           | Becky Morton             | Cameo                                   |
| 2005 | Confessions of an American Bride | Sam                      | Película de televisión                  |
| 2005 | The Kid & I                      | Shelby Roman             |                                         |
| 2007 | The Grand                        | Toni                     |                                         |
| 2008 | Deal                             | Michelle                 |                                         |
| 2008 | You Belong to Me                 | Alex Wilson              | Película de televisión                  |
| 2009 | Night of the Demons              | Angela Feld              |                                         |
| 2011 | A Novel Romance                  | Adi Schwartz             |                                         |
| 2012 | American Pie: El reencuentro     | Nadia                    | Cameo                                   |
| 2012 | A Green Story                    | Kelly                    |                                         |
| 2012 | Golden Winter                    | Jessica Richmond         |                                         |
| 2013 | In the Dark                      | Linda                    | Película de televisión                  |
| 2013 | Catch a Christmas Star           | Nikki Crandon            | Película de televisión                  |
| 2014 | The Outsider                     | Margo                    |                                         |
| 2015 | Marshall the Miracle Dog         | Cynthia Willenbrock      |                                         |
| 2016 | Swing Away                       | Zoe Papadopoulos         | Productora ejecutiva                    |
| 2019 | Jay and Silent Bob Reboot        | Justice Faulken          |                                         |
| 2021 | Playing With Beethoven           | Bryn                     |                                         |

### Televisión
| Año       | Título                 | Personaje                        | Notas                                                          |
| --------- | ---------------------- | -------------------------------- | -------------------------------------------------------------- |
| 1996      | Arliss                 | Anya Slovachek                   | Episodio: "Crossing the Line"                                  |
| 1996      | Hang Time              | Nicole Barrett                   | Episodio: "Green-Eyed Julie"                                   |
| 1996      | Baywatch               | Muchacha en la fiesta del muelle | No acreditada. Episodio: "Baywatch Angels"                     |
| 1997      | USA High               | Melanie                          | Episodio: "Internet Love Story"                                |
| 1997      | Step by Step           | Cindi                            | Episodio: "Can't Buy Me Love"                                  |
| 1998      | Pacific Blue           | Jo                               | Episodio: "Damaged Goods"                                      |
| 1999      | G vs E                 | Cherry Valence                   | Episodio: "Men Are from Mars, Women Are Evil"                  |
| 2002      | Just Shoot Me!         | Karen                            | Episodio: "About a Boy"                                        |
| 2002      | Off Centre             | Dawn                             | Episodio: "Addicted to Love"                                   |
| 2002      | The Twilight Zone      | Sondra Lomax                     | Episodio: "Dream Lover"                                        |
| 2003–2005 | That '70s Show         | Brooke                           | 9 Episodios                                                    |
| 2004      | One on One             | Tiffany Sherwood                 | Episodio: "Splitting Hairs"                                    |
| 2004      | Punk'd                 | Ella misma                       | Episodio: "Carmelo Anthony, Shannon Elizabeth and Jena Malone" |
| 2005–2006 | Cuts                   | Tiffany Sherwood                 | 31 Episodios                                                   |
| 2005      | Mad TV                 | Ella misma                       | Episodio: "OK Go"                                              |
| 2005      | King of the Hill       | Candee                           | Voz. Episodio: "Harlottown"                                    |
| 2008      | Dancing with the Stars | Ella misma                       | Temporada 6 Concursante, 6.º Lugar                             |
| 2009      | Live Nude Comedy       | Anfitriona                       | 6 Episodios                                                    |
| 2013      | What Not to Wear       | Ella misma                       | Episodio: "Shannon Elizabeth"                                  |
| 2013      | Melissa & Joey         | Anita                            | Episodio: "The Unfriending"                                    |
| 2018      | Celebrity Big Brother  | Ella misma                       | Invitada de casa, 9.º Lugar                                    |

- Thank God You're Here (2007)
- Erin & Allison's Life (2008)
- I Bet You (2008)

#### Dancing with the Stars
| Semana | Baile / Canción                           | Puntuación de Jueces | Puntuación de Jueces | Puntuación de Jueces | Resultado    |
| Semana | Baile / Canción                           | Inaba                | Goodman              | Tonioli              | Resultado    |
| ------ | ----------------------------------------- | -------------------- | -------------------- | -------------------- | ------------ |
| 1      | Cha-Cha-Cha / "Shut Up and Drive"         | 7                    | 7                    | 7                    | No Eliminada |
| 2      | Quickstep / "Swing With Me"               | 8                    | 8                    | 8                    | A salvo      |
| 3      | Jive / "Goody Two Shoes"                  | 8                    | 8                    | 8                    | A salvo      |
| 4      | Valz Vienes / "Keep Holding On"           | 9                    | 10                   | 9                    | A salvo      |
| 5      | Samba / "Pon de Replay"                   | 8                    | 8                    | 7                    | A salvo      |
| 6      | Rumba / "True Colors"                     | 8                    | 8                    | 8                    | A salvo      |
|        | Grupo Country Western / "Cotton Eyed Joe" | No                   | Scores               | Given                |              |
| 7      | Tango / "Tanguedia II"                    | 9                    | 9                    | 9                    | Eliminada    |
|        | Mambo / "Ain't Nothing Wrong with That"   | 8                    | 8                    | 8                    |              |

### Videojuegos
| Año  | Título                                | Personaje           | Notas |
| ---- | ------------------------------------- | ------------------- | ----- |
| 2003 | James Bond 007: Everything or Nothing | Serena St. Germaine |       |
| 2009 | Leisure Suit Larry: Box Office Bust   | Amy Loveheart       |       |

## Premios y nominaciones
| Año  | Otorga                              | Premio                            | Trabajo        | Resultado |
| ---- | ----------------------------------- | --------------------------------- | -------------- | --------- |
| 2000 | MTV Movie & TV Awards               | Mejor desempeño revolucionario    | American Pie   | Nominada  |
| 2000 | Young Hollywood Awards              | Mejor conjunto de reparto         | American Pie   | Ganó      |
| 2001 | Hollywood Film Awards               | Desempeño femenino revolucionario | American Pie 2 | Ganó      |
| 2003 | Phoenix Film Critics Society Awards | Mejor conjunto                    | Love Actually  | Nominada  |